# Moniteur fédéral 2e degré
 (août 2025).
Motif : Notoriété encyclopédique ? Historique ? Synthèse ?
- Archive Wikiwix
- Bing
- Cairn
- DuckDuckGo
- E. Universalis
- Gallica
- Google
- G. Books
- G. News
- G. Scholar
- Persée
- Qwant
- (zh) Baidu
- (ru) Yandex
- (wd) trouver des œuvres sur Wikidata

| 1. | Préciser le motif de la pose du bandeau. | Précisez le motif de la pose du bandeau en utilisant la syntaxe suivante : {{admissibilité à vérifier\|date=août 2025\|motif=remplacez ce texte par le motif}}                                 |
| 2. | Informer les utilisateurs concernés.     | Pensez à avertir le créateur de l'article, par exemple, en insérant le code ci-dessous sur sa page de discussion : {{subst:avertissement admissibilité à vérifier\|Moniteur fédéral 2e degré}} |

 (janvier 2025).
 (janvier 2025).
Le moniteur fédéral 2e degré (MF2) est un plongeur titulaire du quatrième niveau d'enseignement (E4) de la FFESSM.
Voir aussi:
- Moniteur fédéral 2e degré Associé (MF2A),

## Prérogatives
Il dispose des mêmes prérogatives techniques qu'un brevet d'État 2e degré (BEES 2). S'il n'est pas titulaire du BEES 1, le MF2 ne peut en revanche pas exercer ses prérogatives en France contre rémunération.
Le MF2 peut encadrer les plongeurs en formation au-delà de 40m, en fonction du mélange utilisé et sous réserve qu'il soit titulaire de la qualification « mélange » correspondante.
Il peut faire partie des jurys des niveaux FFESSM capacitaires (Niveau IV), initiateur et MF1. S'il est titulaire du BEES1 plongée, il peut participer aux formations et au jury de la partie spécifique BEES1 plongée subaquatique.

### Vis-à-vis des plongeurs niveaux 1 à 3
Le 2e degré peut enseigner au-delà de 40m aux plongeurs, à l'air ou aux mélanges autres que l'air (sous réserve de qualification).

### Vis-à-vis des guides de palanquée
Le 2e degré participe aux jury des examens de Guide de Palanquée; ils doivent représenter au moins la moitié du jury, et être au moins deux. Le président du jury est nécessairement 2e degré. Tous les jurys des ateliers des groupes technique et théorique doivent comporter au moins un 2e degré.

### Vis-à-vis des stagiaires initiateurs
- Un 2e degré (licencié à la FFESSM) peut être responsable d'un stage initial Initiateur; il est présent pendant la totalité du stage. Il valide la formation initiale sur le livret pédagogique initiateur remis au candidat en fin de formation.
- Un 2e degré peut être tuteur du stage en situation. Il évalue le stagiaire en contrôle continu, et valide les séances sur le livret pédagogique initiateur. En fin de stage, il donne un avis favorable (qui permet de se présenter à l'examen) ou bien défavorable, qu'il porte sur le livret pédagogique initiateur.
- Le jury est présidé par le Président du club ou département organisateur et doit comprendre au moins un 2e degré licencié à la FFESSM. Un délégué de la CTR, au moins 2e degré, est chargé de vérifier les dossiers des candidats et la conformité du déroulement de l'examen. L'épreuve de pédagogie est jugée par un 2e degré au moins. Le jury minimal est donc composé du président et d'un 2e degré délégué par la CTR.

### Vis-à-vis des stagiaires MF1
- Un 2e degré peut assister l'Instructeur régional (présent sur la totalité du stage, nommé par la CTR) au cours d'un stage initial MF1.
- Un 2e degré peut contrôler et valider, sur le livret pédagogique, les séances réalisées au cours d'un stage en situation. Il peut être le conseiller pédagogique d’un maximum de quatre stagiaires simultanément (dont deux stagiaires BEES1 au maximum).
- Un 2e degré peut assister l'Instructeur régional (présent sur la totalité du stage, nommé par la CTR) au cours d'un stage final MF1.
- Le jury de l'examen est composé d'un ou plusieurs Instructeurs Régionaux aidés d'un ou plusieurs 2e degrés.

### Vis-à-vis des stagiaires MF2
- Un 2e degré responsable d'un stage initial initiateur valide sur le livret pédagogique (UC4) la participation du stagiaire MF2 au stage.
- Un 2e degré valide sur le livret pédagogique (UC6) les séances de 2° degré effectuées en situation réelle sur des stagiaires MF1 (intervenant eux-mêmes sur des élèves), ou des stagiaires initiateurs.
- Un 2e degré valide sur le livret pédagogique (UC7) les séances de perfectionnement pédagogique.

## Allègements de l'examen BEES2
« L'examen de la partie spécifique comprend trois épreuves : générale, pédagogique et technique. [...] [L'épreuve technique] est constituée de cinq difficultés techniques. [...] .Peuvent être dispensés de l'épreuve technique, les titulaires du brevet de moniteur fédéral deuxième degré, délivré par la F.F.E.S.S.M. Dans ce cas, la note obtenue à l'épreuve technique de ce titre fédéral délivré par le Président de la commission technique nationale sera prise en compte dans les conditions de validité définies à l'article 3. Cette note sera communiquée au candidat, sur sa demande, et attestée par le Directeur technique national de la F.F.E.S.S.M. afin d'être versée dans son dossier d'inscription ou présentée au président du jury à l'ouverture de la session d'examen. »

— Arrêté du 10 avril 1996

## Conditions d'obtention

### Conditions de candidature
En plus de conditions médicales, et avoir effectué des stages pédagogiques, il faut :
- Être titulaire de la licence fédérale en cours de validité.
- Être âgé d'au moins 20 ans au 1er janvier de l'année de l'examen.
- Être titulaire, depuis au moins 1 an, du MF1, du MF1A, ou du BEES1
- Être titulaire du diplôme de secourisme RIFAP ou équivalent
- Fournir une attestation d’aptitude à présenter l’épreuve à 50 m, signée par un encadrant niveau 4 minimum (validité 9 mois).
- Présenter un certificat médical de non-contre-indication à la pratique de la plongée subaquatique de moins d'un an délivré par un médecin fédéral

### Épreuves de l'examen

#### Épreuves pédagogiques
- Connaissances en pédagogie générale appliquée et organisationnelle
- Pédagogie pratique (avec ou sans scaphandre)
- Pédagogie théorique

#### Épreuves pratiques
- Enseignement à 50 m
- Intervention sur un plongeur en difficulté à 50 m
- Sauvetage à 10 m, après 200 m de nage avec palmes, masque et tuba, puis tractage sur 100 m
- Nage chronométrée sur 1500 m, avec palmes, masque et tuba, ou nage capelée chronométrée sur 1000 m avec scaphandre, palmes, masque et tuba
- Apnée à 15 m
- Descente dans le bleu à 50 m, stabilisation et vidage de masque
- Démonstration technique de maîtrise de remontée gilet de 35 m

#### Épreuves théoriques
- Décompression
- Anatomie, physiologie et physiopathologie du plongeur
- Aspects théoriques de la plongée
- Cadre réglementaire de la plongée
- Matériel de plongée